# 群馬縣

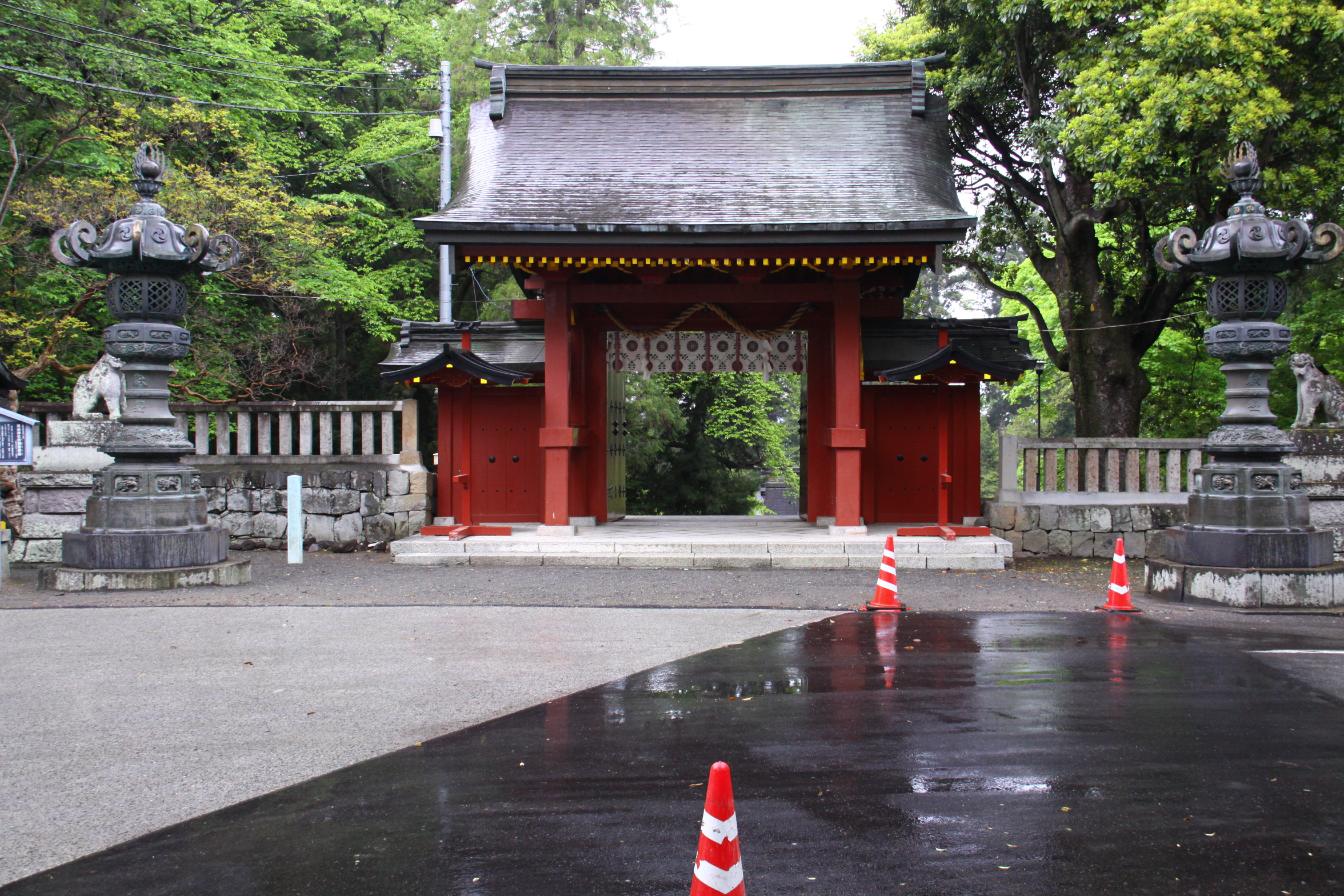
一之宮貫前神社

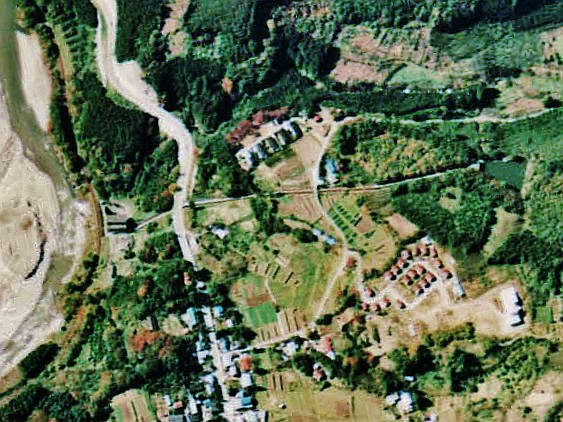
神戶發電廠

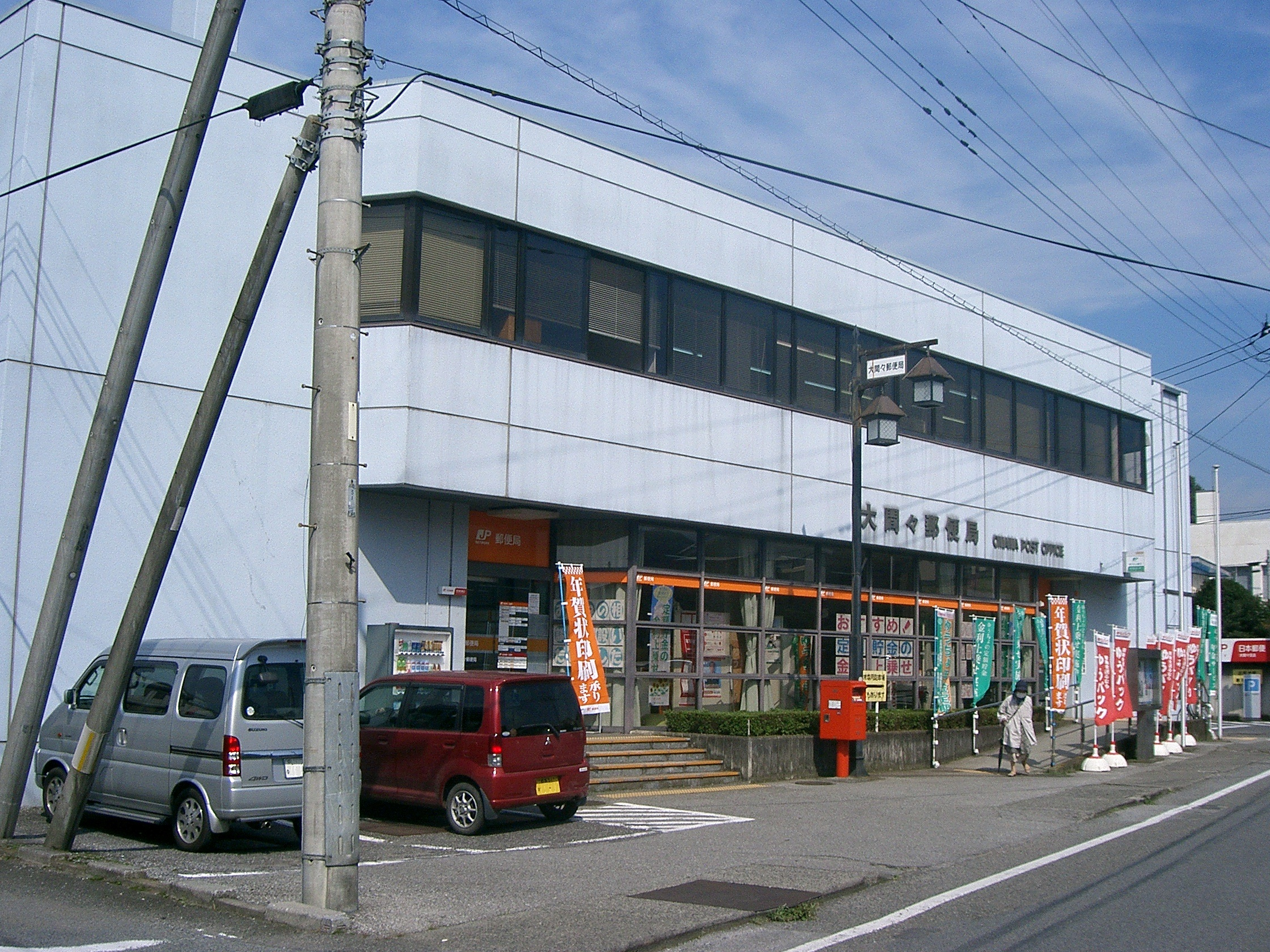
綠市

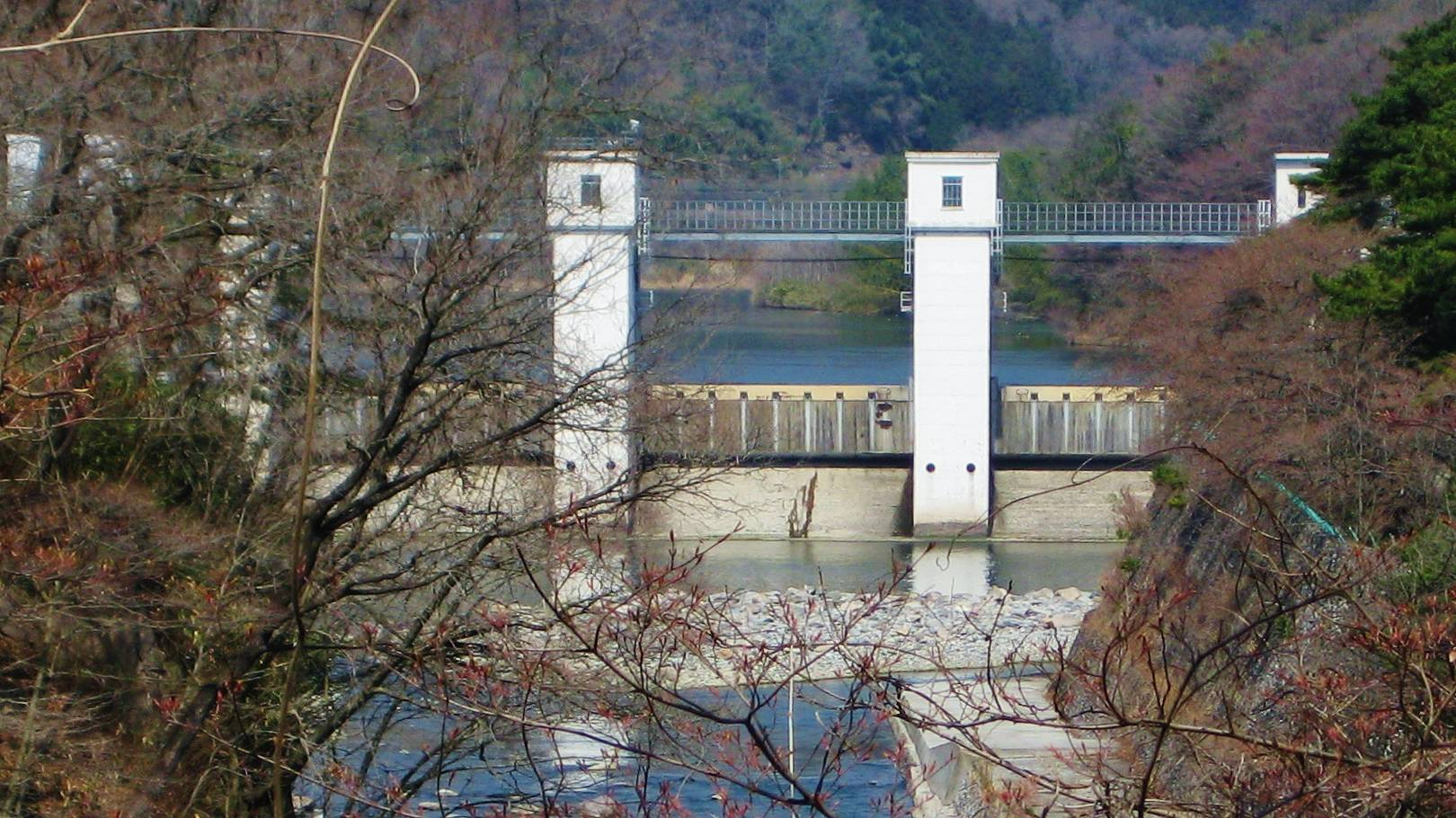
綾戶大壩

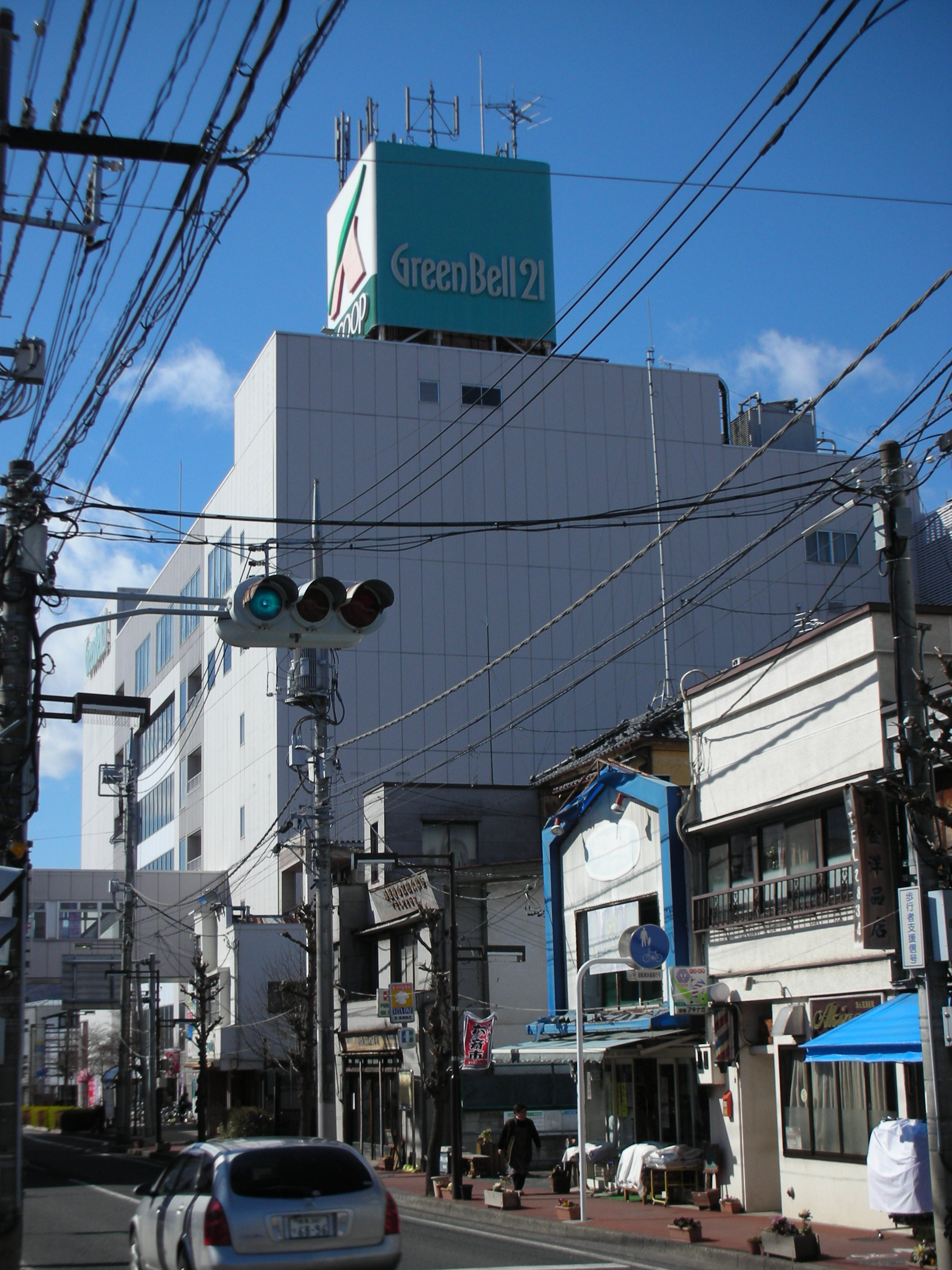
沼田市

群馬縣（日语：／ Gunmaken */?）是位於關東地方中部的一個內陸縣，該縣人口約188萬。前橋市是群馬縣的行政中心。境内的高崎市是上越新幹線、北陸新幹線、高崎線、信越本線、八高線、兩毛線的交匯點，地理位置相當重要。群馬縣也是近代出日本內閣總理大臣（首相）較多的一個縣。例如福田赳夫、福田康夫父子，以及中曾根康弘、小淵惠三等。

## 地理

### 位置
- 位處關東地方的西北部，北為福島縣和新潟縣，西為長野縣，南為埼玉縣，東為栃木縣。
- 北部有赤城山、谷川岳等山，冬季降雪量多。南部是關東平原北端，前橋市和高崎市是縣的中心。太田市設有富士重工業的工廠，與高崎市同是有名的工業城市。

### 自然公園
- 國立公園

日光國立公園、上信越高原國立公園
- 國定公園

妙義荒船佐久高原國定公園

### 地勢
縣域除東南部的關東平原外多為山地，自著名的活火山淺間山開始，有榛名山、赤城山、妙義山等名山。縣内諸川集合成利根川往東流入太平洋。
由於縣域大多為山地，縣人口中的7成集中於南部。
- 日本、關東地方
- 鄰接都道府縣: 福島縣 - 新潟縣 - 長野縣 - 埼玉縣 - 栃木縣
- 平地
  - 關東平野
  - 沼田盆地
- 山地
  - 越後山地、谷川岳、武尊山
  - 足尾山地、皇海山、赤城山
  - 淺間山、榛名山
  - 妙義荒船國定公園（妙義山、荒船山）
  - 碓冰峠
- 河川
  - 利根川
    - 薄根川、發知川
    - 片品川、塗川、泙川、根利川、白澤川
    - 沼尾川
    - 吾妻川、万座川、白砂川、温川、四万川、沼尾川
    - 烏川、碓氷川、鏑川、鮎川、神流川
    - 廣瀬川、粕川

  - 渡良瀬川
    - 桐生川
- 湖沼
  - 尾瀬沼、矢木澤水庫、渡良瀬遊水地、野反湖、群馬用水

## 主要交通網

### 縣内的高速公路
- 東北自動車道（限館林IC）
- 關越自動車道（藤岡JCT-谷川岳PA）
- 上信越自動車道（藤岡JCT-碓冰輕井澤IC）
- 北關東自動車道（高崎JCT-伊勢崎IC）

### 縣内的國道
- 國道17號（高崎市-利根郡水上町）　（中山道、三國街道・高澀繞道）
- 國道18號（高崎市-安中市）　（中山道・豐岡繞道）
- 國道50號（前橋市-太田市）（前橋水戶線）
- 國道120號（沼田市-利根郡片品村）（日光沼田線）
- 國道122號（綠市-邑樂郡明和町）　（日光東京線）（銅山街道）
- 國道144號（吾妻郡長野原町-吾妻郡嬬戀村）（長野原上田線）
- 國道145號（吾妻郡長野原町-沼田市）（長野原沼田線）
- 國道146號（吾妻郡長野原町）（長野原輕井澤線）
- 國道254號（藤岡市-甘樂郡下仁田町）（東京小諸線）（信州街道）
- 國道291號（利根郡水上町）
- 國道292號（吾妻郡長野原町）
- 國道353號（桐生市-吾妻郡中之条町）
- 國道354號（高崎市-邑樂郡板倉町）（日光例幣使街道、古河街道・駒形線）
- 國道405號（吾妻郡長野原町-吾妻郡六合村）
- 國道406號（高崎市）
- 國道407號（太田市）（日光街道）
- 國道462號（伊勢崎市-多野郡上野村）

### 縣内的縣道
- 群馬縣縣道一覽

### 縣内的鐵道路線
- 東日本旅客鐵道
  - 上越新幹線（…高崎站～上毛高原站…）
  - 北陸新幹線（…高崎站～安中榛名站…）
  - 高崎線（高崎站～新町站…）
  - 信越本線（高崎站～橫川站）
  - 上越線（高崎站～土合站…）
  - 吾妻線（澀川站～大前站）
  - 兩毛線（新前橋站～桐生站…）
  - 八高線（倉賀野站～群馬藤岡站…）
- 上信電鐵
  - 上信線（高崎站～下仁田站）
- 上毛電氣鐵道
  - 上毛線（中央前橋站～西桐生站）
- 東武鐵道
  - 伊勢崎線（…川俣站～多多良站…韮川站～伊勢崎站）
  - 日光線（限板倉東洋大前站）
  - 桐生線（太田站～赤城站）
  - 佐野線（館林站～渡瀨站…）
  - 小泉線（太田站～東小泉站、館林站～西小泉站）
- 渡良瀨溪谷鐵道
  - 渡良瀨溪谷線（桐生站～澤入站…）

### 縣内的機場
- 群馬機場（前橋市）
- 高崎機場（高崎市）
- 大西飛行場（館林市・邑樂町）〔民間・廢止〕

## 特產
| 水果・蔬菜     | 水果・蔬菜                         |
| -------------- | ---------------------------------- |
| 梅             | 全國都道府縣·收穫量第2位(16年度)。 |
| 蒟蒻           | 全國有數的產地。                   |
| 下仁田葱       | 甘樂郡下仁田町。                   |
| 蘋果           | 利根郡片品村是有名的產地。         |
| 鄉土料理       |                                    |
| 水澤烏龍麵     | 水澤寺 (群馬縣伊香保町)。          |
| 桐生烏龍麵     | 桐生。                             |
| 味噌麵包       |                                    |
| 工藝品・民藝品 |                                    |
| 伊勢崎絣       | 國家指定的傳統工藝品。             |
| 桐生織         | 國家指定的傳統工藝品。             |
| 參考資料：     |                                    |

## 註解
1. ↑  . 日本の名物特産品・特産物.   [2010-08-22]. （原始内容存档于2010-09-23）.

## 外部资源
- 群馬縣观光物产协会 （页面存档备份，存于）